# Dominatus
A dominatus a principatust felváltó uralkodói rendszer a Római Birodalomban. Elődjével ellentétben nem leplezett, hanem nyílt egyeduralomra épült. Az uralkodó korlátlan hatalommal bírt, a köztársasági keretek nem szabtak neki határt. Bevezetője Diocletianus (284–305), aki végleg szakított a szenátori elittel. A dominatus – igaz, I. Constantinusnak és utódainak köszönhetően keresztény ideológiával áthangszerelve – életképesnek bizonyult, amit a Bizánci Birodalom 1453-ig tartó története is igazol.

## Előzmények
A Severus-dinasztia (235) bukása után trónra lépő Maximinus Thraxszal a katonai anarchia kora köszöntött a birodalomra. A sorozatos államcsínyek és az erősödő külső támadások zűrzavaros állapotokat idéztek elő. Tetőzött a gazdasági válság, a pénz jóformán elértéktelenedett. A stabilizálódási folyamat, mely Gallienus (260–268) intézkedéseivel indult meg, végül Diocletianus (majd Constantinus) dominatusához vezetett.

## A dominatus rendszere

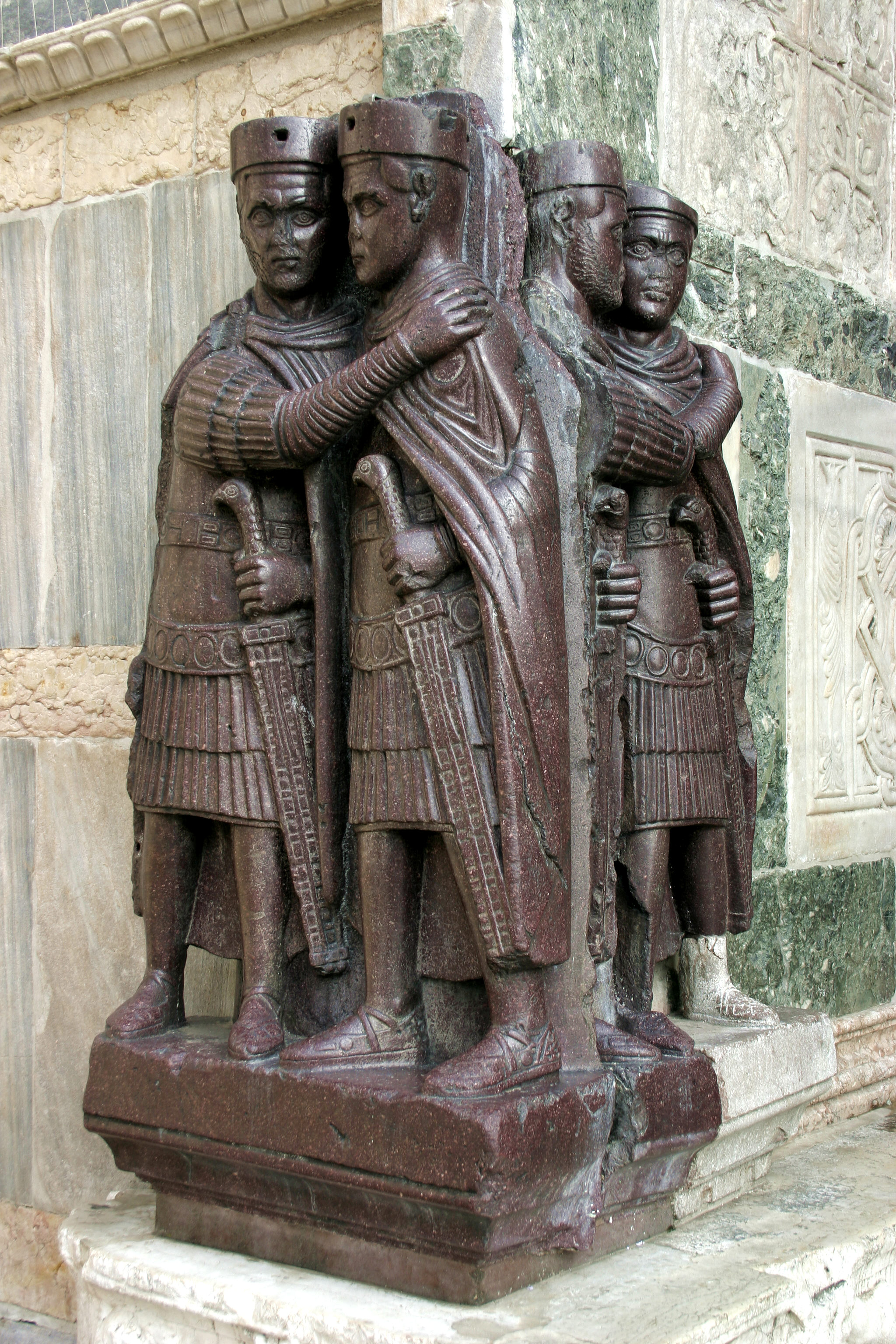
A tetrarchák. A 4. század elején készült porfír szoborcsoport

Diocletianus megosztotta hatalmát: ő maga a keleti, társcsászára, Maximianus a nyugati területet kormányozta (Nicomedia, ill. Mediolanum székhellyel). Később ez a rendszer bonyolultabbá vált, miután mindketten egy-egy utódlási joggal felruházott alcsászárt (caesar) választottak maguk mellé. Diocletianus célja ezzel a tetrarchikus rendszerrel a császári hatalom decentralizálása volt: így a császári testület egy tagja mindig jelen lehetett a fontos területeken. A birodalmat 12 közigazgatási körzetre (dioikészisz) osztották. A provinciák számát (ezek ekkor már mind császáriak voltak) további kettéosztásokkal 100-ra emelték, és magát Itáliát is tartományokra osztották. A provinciák szerkezete egységessé vált: minden helytartó mellé hivatali apparátust (officium) szerveztek.
A hadsereg is átalakult, a katonai igazgatás elvált a polgári közigazgatástól: a provinciális hadseregek vezérei (dux) csak a központi hatalomnak voltak alárendelve. A határvédő légiók állománya főleg barbár telepesekből állt össze; a harcoló légiók a négy császár közelében állomásoztak, ők adták az uralkodók katonai kíséretét (comitatus). A decentralizált uralmi rendet ellensúlyozták a főképpen a közigazgatást érintő központosító és egységesítő törekvések. A municipiumok és coloniák elveszítették autonómiájukat, vezetőik feladata az állami kötelezettségek, adók és közmunkák behajtása és elvégeztetése lett.
Diocletianus bevezette a kettős adózás (iugatio–captatio, azaz föld- és fejadó) rendszerét. A pénzromlást új pénzek kibocsátásával, ill. az árak és a bérek maximálásával állította meg. Hogy a pénz vásárlóértékét tartósítsa, az összes árucikk és munkabér értékét az általa kibocsátott denariusban (kb. 3,4 g bronz) határozta meg (azaz kiiktatta a piac önmozgását).
A dominatus (Theodor Mommsen elnevezése) rendszerében a császár feltétlen ura volt alattvalóinak, egyben isteni személy. Személye körül bonyolult szertartásrend szabályozta az életet. Ajtónállók során keresztül lehetett bejutni hozzá, s szokás lett mindent, ami vele kapcsolatos (lakóépületét, tanácsát stb.), szentnek nevezni. A császár bíborba és aranyba öltözött, diadémet viselt, és elé lépve kötelező volt a (perzsa eredetű) adoratio szertartása: mély meghajlás (proszkünészisz) és kézcsók.